# Tongagraben

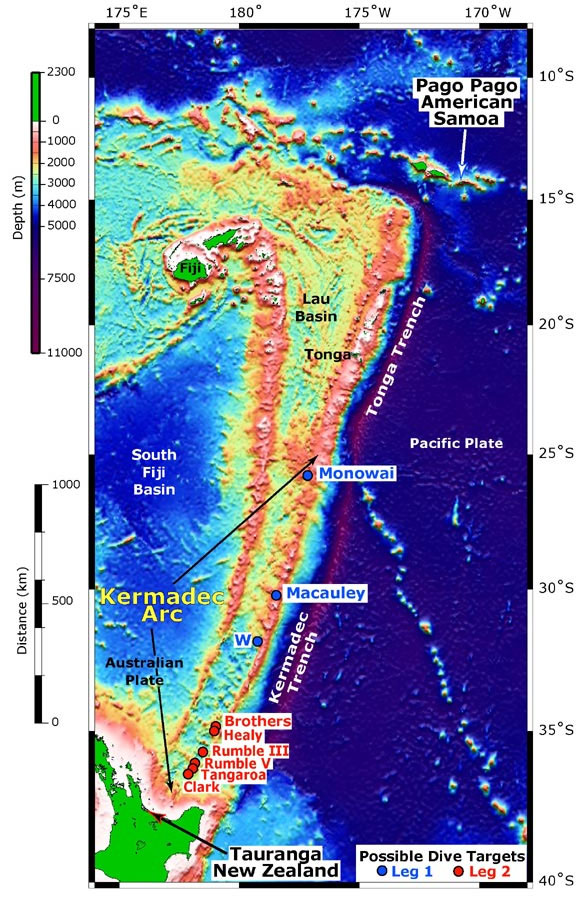
Tongagraben und Kermadecgraben

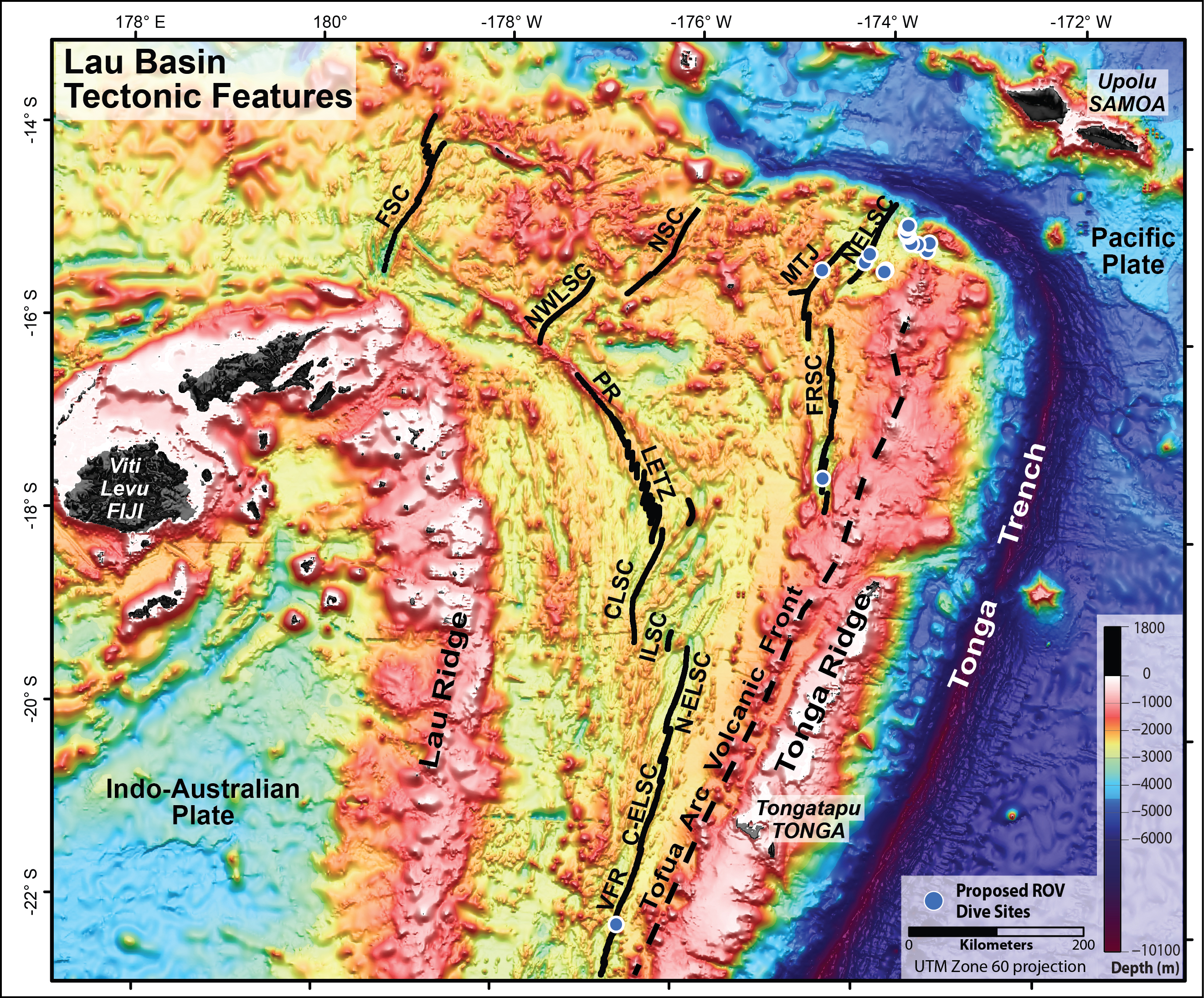
Nordende des Tongagrabens

Der Tongagraben ist eine bis 10.882 m tiefe und 1250 km lange Tiefseerinne im südwestlichen Teil des Pazifischen Ozeans.

## Geographie
Als Nordteil des Kermadec-Tonga-Grabens befindet sich der Tongagraben im südwestlichen Pazifik zwischen den Samoainseln im Norden, dem Südpazifischen Becken im Osten, dem Kermadecgraben im Süden und dem Kermadec-Tonga-Rücken mit den Tongainseln im Westen. Er liegt etwa zwischen 13 und 27 Grad südlicher Breite sowie 163 und 175 Grad westlicher Länge.

## Geologie
Der Tongagraben bildet einen Teil der tief eingeschnittenen Nahtstelle von Australischer Platte im Westen und Pazifikplatte im Osten. Die Pazifische Platte wandert mit einer Geschwindigkeit von 15 bis 24 cm pro Jahr westwärts unter die Australische Platte und bildet eine Subduktionszone.

## Meerestiefs
Im Tongagraben befinden sich unter anderem diese Meerestiefs: 
- Witjastief 2 (10.882 m), tiefste Stelle im Tongagraben
- Horizontief (10.647 m)